# 贝尔费尔登
贝尔费尔登（德語：Beerfelden，發音：[beːɐ̯ˈfɛldn̩] ⓘ）是德国黑森州达姆施塔特行政区奥登林山县曾经的一个市镇，面积71.18平方千米，2015年12月31日人口为6,399人。2018年1月1日，贝尔费尔登与另外3个市镇合并为新市镇奥伯岑特。